# Daqiang wenxue
Daqiang wenxue (大墙文学, dosł. ‘literatura [zza] wysokich murów’; ang. prison wall literature) – chiński gatunek literacki powstały na przełomie lat 70. i 80. XX wieku zajmujący się tematyką życia w obozach naprawy poprzez pracę laogai lub laojiao, stanowiących istotną część chińskiego wymiaru sprawiedliwości.

## Okoliczności powstania
Mao Zedong, stojąc na czele Komunistycznej Partii Chin, przejął władzę nad krajem w 1949 roku. Jednym z najważniejszych celów komunistów w tamtym czasie była całkowita eliminacja przeciwników socjalizmu, do których należeli przede wszystkim kapitaliści, bogaci chłopi, prawicowcy itp. Stworzono rozbudowany system penitencjarny, dzielący się na trzy kategorie: naprawę poprzez pracę laogai, reedukację poprzez pracę laojiao oraz forced job placement jiuye. Harry Wu, chiński dysydent, założyciel Laogai Research Foundation, działacz na rzecz praw człowieka i autor wielu publikacji oszacował, że w XX wieku do obozów zostało wysłanych co najmniej 50 milionów ludzi. Większość z nich trafiła tam za panowania Mao Zedonga. 
Po objęciu władzy pod koniec lat 70. przez Deng Xiaopinga liczba osadzonych nie tylko znacznie zmalała, ale rozpoczęto również „rehabilitację” tych niesłusznie osądzonych. Właśnie w tym czasie powoli zaczęły się pojawiać utwory podejmujące tematykę życia w obozie, co dotychczas było niemożliwe. Za prekursorów gatunku daqiang wenxue uważa się Cong Weixi (从维熙), Zhang Xianlianga (张贤亮) oraz Liu Binyana (刘宾雁).

## Podział literatury obozowej
Badacze laogai Philip F. Williams i Yenna Wu dokonali podziału daqiang wenxue na cztery główne grupy. Pierwsze dwie można zaliczyć do literatury faktu, skupiają się one na autentycznych wydarzeniach historycznych. Należą do nich:
- autobiografie, wspomnienia, dzienniki byłych więźniów – w większości podejmują tematykę życia w laogai podczas panowania Mao, są uznawane za najbardziej autentyczny opis obozowej rzeczywistości. Do tej grupy można zaliczyć takie pozycje jak Zupa z trawy. Dziennik z chińskiego gułagu autorstwa Zhang Xianlianga czy Zimny wiatr. Pamiętnik z lat spędzonych w chińskim gułagu Harry’ego Wu.
- reportaże, wywiady, artykuły – napisane przez postronnych dziennikarzy, badaczy lub byłych więźniów, którzy chcą przedstawić konkretne fakty na temat funkcjonowania laogai, a nie swoje osobiste doświadczenia. Do jednej z najbardziej znanych pozycji w tej kategorii należy reportaż Harry’ego Wu Laogai, the Chinese Gulag.

Kolejne dwie grupy to utwory z gatunku fikcji literackiej, najczęściej powieści, których fabuła osadzona jest w rzeczywistości obozowej, ale przedstawione sytuacje niekoniecznie miały miejsce naprawdę. Dzielą się na te:
- napisane przez byłych więźniów – w tej kategorii najbardziej znanymi autorami są Cong Weixi oraz Zhang Xianliang

- napisane przez pisarzy, którzy nigdy nie byli w laogai [1]

## Wybrane utwory
- Zhang Xianliang Zupa z trawy. Dziennik z chińskiego gułagu, 1999, tłumaczenie Magdalena Słysz (chiń. 烦恼就是智慧 Fannao jiushi zhihui, 1992)
- Zhang Xianliang Połowa mężczyzny jest kobietą, 1985 (chiń. 男人的一半是 Nanren de yiban shi nüren, tłum. ang. Martha Avery, 1988)
- Harry Wu Zimny wiatr. Pamiętnik z lat spędzonych w chińskim gułagu, 2018 (przy współpracy z Carolyn Wakeman), tłumaczenie Joanna Krenz (ang. Bitter winds: a memoir of my years in China's Gulag, 1992)
- Cong Weixi 大墙下的红玉兰 Daqiang xia de hong yulan, 1979
- Cong Weixi 走向混沌 Zouxiang hundun, 1988
- Harry Wu Laogai, the Chinese Gulag, 1992